# Kelurahan Tempino
Kelurahan Tempino is een bestuurslaag in het regentschap Muaro Jambi van de provincie Jambi, Indonesië. Kelurahan Tempino telt 5225 inwoners (volkstelling 2010).